# Sálim Davsárí
Sálim Davsárí (arabsky سالم الدوسري‎; * 19. srpna 1991 Wadi ad-Dawasir) je saúdskoarabský profesionální fotbalista, který hraje na pozici křídelníka za saúdskoarabský klub Al Hilal FC a za saúdskoarabský národní tým.

## Klubová kariéra
Davsárí je odchovancem Al-Hilalu. V prvním týmu debutoval v roce 2011 a ihned se stal stabilním členem základní sestavy. V roce 2018 odešel na půlroční hostování do španělského Villarrealu. Ve Španělsku odehrál jediné utkání, a to jako náhradník při remíze 2:2 s Realem Madrid.

## Reprezentační kariéra
Davsárí si odbyl svůj reprezentační debut v roce 2012. V květnu 2018 byl nominován na závěrečný turnaj Mistrovství světa 2018 do Ruska. Dne 25. června Davsárí rozhodl gólem o výhře 2:1 nad Egyptem.
V říjnu 2022 byl nominován také na Mistrovství světa 2022 a 22. listopadu, v úvodním zápase skupiny, Davsárí skóroval při překvapivé výhře 2:1 nad Argentinou.

## Statistiky

### Klubové
| Klub               | Sezóna  | Liga             | Liga   | Liga | Národní pohár | Národní pohár | Ligový pohár | Ligový pohár | Kontinentální poháry | Kontinentální poháry | Ostatní | Ostatní | Celkem | Celkem |
| Klub               | Sezóna  | Liga             | Zápasy | Góly | Zápasy        | Góly          | Zápasy       | Góly         | Zápasy               | Góly                 | Zápasy  | Góly    | Zápasy | Góly   |
| ------------------ | ------- | ---------------- | ------ | ---- | ------------- | ------------- | ------------ | ------------ | -------------------- | -------------------- | ------- | ------- | ------ | ------ |
| Al-Hilal           | 2011/12 | Saudi Pro League | 13     | 2    | 4             | 1             | 4            | 0            | 9                    | 1                    | —       | —       | 30     | 4      |
| Al-Hilal           | 2012/13 | Saudi Pro League | 18     | 3    | 1             | 0             | 2            | 0            | 6                    | 2                    | —       | —       | 27     | 5      |
| Al-Hilal           | 2013/14 | Saudi Pro League | 21     | 4    | 3             | 0             | 4            | 1            | 13                   | 2                    | —       | —       | 41     | 7      |
| Al-Hilal           | 2014/15 | Saudi Pro League | 18     | 3    | 2             | 1             | 3            | 0            | 9                    | 0                    | —       | —       | 32     | 4      |
| Al-Hilal           | 2015/16 | Saudi Pro League | 14     | 3    | 2             | 0             | 2            | 0            | 7                    | 1                    | 0       | 0       | 25     | 4      |
| Al-Hilal           | 2016/17 | Saudi Pro League | 17     | 2    | 4             | 2             | 2            | 0            | 11                   | 1                    | 1       | 0       | 35     | 5      |
| Al-Hilal           | 2017/18 | Saudi Pro League | 13     | 4    | 0             | 0             | —            | —            | 0                    | 0                    | —       | —       | 13     | 4      |
| Al-Hilal           | 2018/19 | Saudi Pro League | 23     | 5    | 1             | 0             | —            | —            | 10                   | 3                    | 11      | 0       | 45     | 8      |
| Al-Hilal           | 2019/20 | Saudi Pro League | 20     | 4    | 3             | 1             | —            | —            | 4                    | 0                    | 3       | 1       | 30     | 6      |
| Al-Hilal           | 2020/21 | Saudi Pro League | 24     | 8    | 1             | 0             | —            | —            | 2                    | 0                    | 1       | 0       | 28     | 8      |
| Al-Hilal           | 2021/22 | Saudi Pro League | 20     | 9    | 2             | 2             | –            | –            | 8                    | 5                    | 4       | 2       | 36     | 18     |
| Al-Hilal           | 2022/23 | Saudi Pro League | 4      | 0    | 0             | 0             | —            | —            | 0                    | 0                    | —       | —       | 1      | 0      |
| Al-Hilal           | Celkem  | Celkem           | 205    | 47   | 23            | 7             | 17           | 1            | 79                   | 15                   | 20      | 3       | 343    | 73     |
| Villarreal (host.) | 2017/18 | La Liga          | 1      | 0    | 0             | 0             | —            | —            | —                    | —                    | —       | —       | 1      | 0      |
| Celkem             | Celkem  | Celkem           | 206    | 45   | 23            | 7             | 17           | 1            | 79                   | 15                   | 20      | 3       | 345    | 73     |

### Reprezentační
| Saúdská Arábie | Saúdská Arábie | Saúdská Arábie |
| Rok            | Zápasy         | Góly           |
| -------------- | -------------- | -------------- |
| 2012           | 3              | 1              |
| 2013           | 7              | 0              |
| 2014           | 9              | 1              |
| 2015           | 4              | 0              |
| 2016           | 0              | 0              |
| 2017           | 5              | 2              |
| 2018           | 14             | 3              |
| 2019           | 9              | 4              |
| 2020           | 1              | 1              |
| 2021           | 8              | 4              |
| 2022           | 12             | 2              |
| Celkem         | 72             | 18             |

## Ocenění

### Klubová

#### Al-Hilal
- Saudi Professional League: 2016/17, 2019/20,[6] 2020/21, 2021/22
- King's Cup: 2015, 2017, 2019/20
- Crown Prince Cup: 2011/12, 2012/13, 2015/16
- Saudi Super Cup: 2015, 2018, 2021
- Liga mistrů AFC: 2019, 2021

### Individuální
- Jedenáctka roku AFC podle IFFHS: 2020[7]
- Jedenáctka dekády AFC podle IFFHS: 2011–2020[8]
- Nejlepší hráč Ligy mistrů AFC: 2021[9]